# Famille Tron
Pour les articles homonymes, voir Tron.
 (juillet 2024).
La famille Trón (ou Truno) est une famille patricienne de Venise, dont l'origine n'est pas sûre : selon les sources, elle viendrait soit de Mantoue, soit d'Ancône, soit de l'île de Mazzorbo.

## Historique

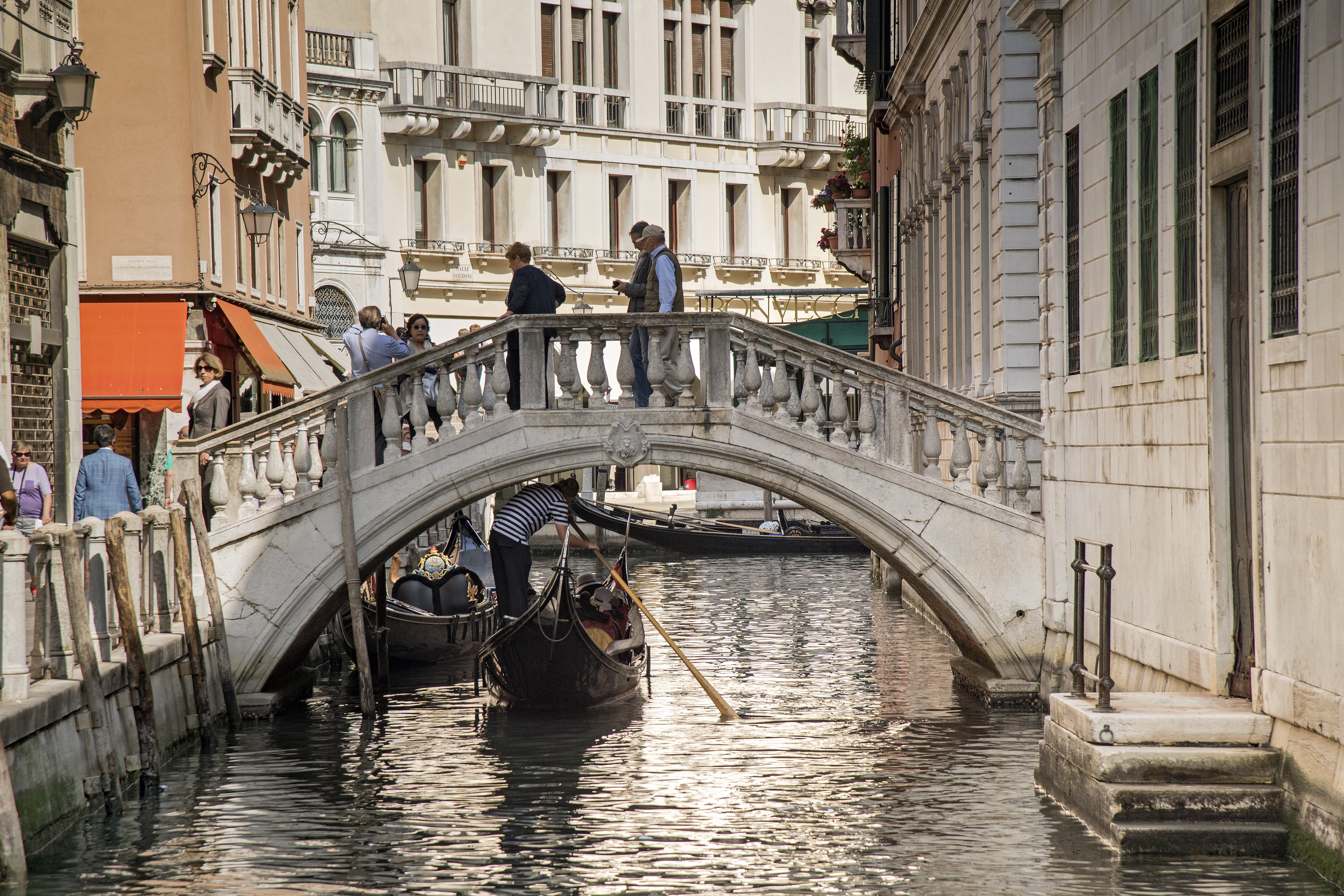
Le pont Tron sur le Rio Orseolo

Ils auraient fait édifier l'église de San Stae en 966 et avant 1088 l'église disparue de Saint Boldo.
Les Tron sont connus à partir du milieu du XIIe siècle avec un Marco Truno, qui resta au Maggior Consiglio à sa clôture en 1297.

## Armes

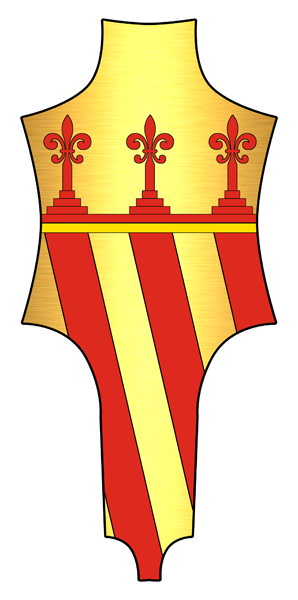
Armes de la famille.

Les armes des Tron sont bandé d'or et de gueules de six pièces avec un chef d'or chargé de trois fleurs de lys d'azur.

## Personnalités
- Niccolò Tron (1399 - 1473), doge de Venise ;
- Paolo Tron († 1460), diplomate ;
- Vincenzo Tron (°1533), diplomate ;
- Francesco Tron (XVe siècle), homme politique et humaniste ;
- Nicolò Tron (it) (1685 - 1771), homme politique ;
- Andrea Tron (it) (1712 - 1785), homme politique.

## Descendance française
La branche familiale Tron de Bouchony descend de la famille vénitienne Tron. Elle s'est fixée au Comtat Venaissin au XVIIe siècle.
Émigré au Comtat Venaissin, Laurent Tron (1648-1718), épouse Charlotte de Bouchony. Son petit-fils, Honoré Joseph François Tron de Bouchony (1725-1780), hérite en 1740 de son grand-oncle Honoré de Bouchony, chanoine de la collégiale Saint-Agricol d'Avignon, le nom et les armes de Bouchony qui seront écartelées avec les armes de la famille Tron. Il est anobli par bref du Pape Pie VI, souverain du Comtat Venaissin le 27 mars 1776, portant maintenue de noblesse héréditaire (enregistrement du 20 août 1776. AD. Vaucluse i;i;206 - AR de l'ANF 3129. 1967). De son mariage avec Marie-Thérèse de Colomb de Grandbois, (1726-1759), Honoré est l'auteur d'une nombreuse postérité aujourd'hui connue sous le patronyme de Tron de Bouchony de Montalet .
Écartelé : aux 1 et 4, bandé de gueules et d'or de 6 pièces, au chef d'or chargé de 3 fleurs de lis au pied nourri de gueules; aux 2 et 3, d'argent à un chêne arraché de sinople, au chef d'azur chargé de 3 étoiles d'argent (Armorial de l'ANF, p. 572).

## Demeures
- Palais Tron, avec :
  - Palazzo Tron a San Beneto
  - Palazzetto Tron Memmo
- Palais Tron a San Gallo
- Ca'Tron

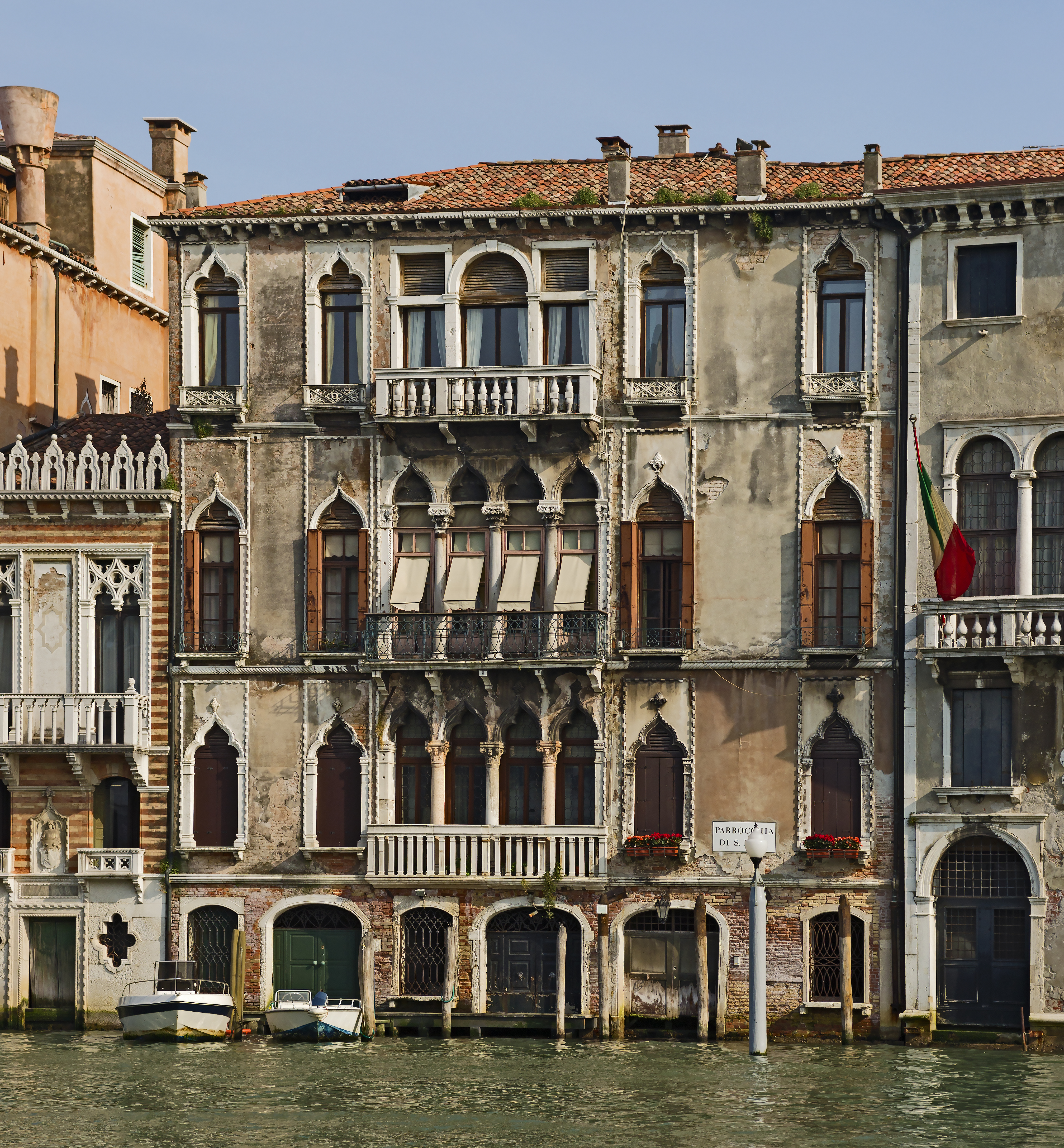
Palazzo Tron a San Beneto
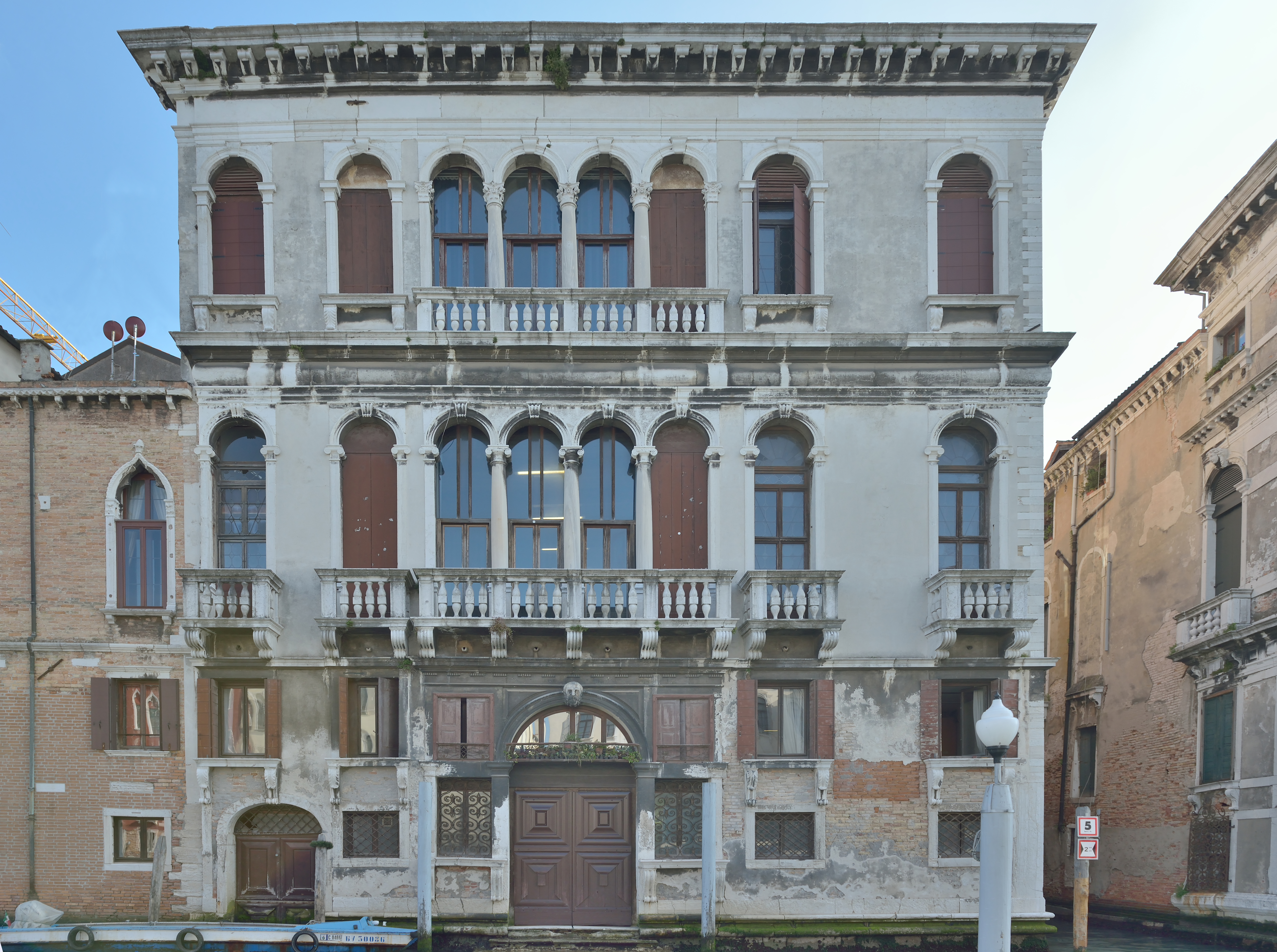
Ca'Tron à San Stae